# 河南警察署
河南警察署（ハナムけいさつしょ）は、京畿地方警察庁所管の警察署である。

## 管轄区域
- 河南市

## 沿革
- 2009年4月20日 -　広州警察署から分離開設。

## 管轄派出所
- 徳豊派出所
- 西部派出所
- 河南派出所

## 管轄治安センター
- 荒山治安センター
- 倉隅治安センター